# Militello in Val di Catania
Militello in Val di Catania er en italiensk by (og kommune) i regionen Sicilien i Italien, med omkring 6.765(2023) indbyggere.  